# Neoarius utarus
Neoarius utarus (лат.) — вид лучепёрых рыб из семейства ариевых. Впервые был описан Патрисией Дж. Кайлолой в 1990 году, первоначально в составе рода Arius.
Neoarius utarus обитает в пресноводных водоёмах Индонезии и Папуа-Новой Гвинеи. Распространён в бассейнах рек Мамберамо, Сепик и Раму. Питается мелкой рыбой, детритом, наземными беспозвоночными и креветками (в частности видами рода Macrobrachium). Длина рыбы может достигать 55 см, обычно около 30 см. Максимальный вес до 1,7 кг. Нерестится в течение всего года.